# 프라가푸노츠
프라가푸노츠(폴란드어: Praga-Północ)는 폴란드 바르샤바 중앙에 위치한 구다.